# Ministre responsable de la région de la Mauricie
Le ministre responsable de la région de la Mauricie est généralement un ministre délégué au sein du conseil des ministres du Québec. Il a pour fonction de favoriser les liens entre le gouvernement et la région de la Mauricie. Depuis les années 1990, chaque région administrative a un ministre responsable de la région. Avec la division de la région de Mauricie-Bois-Francs en deux régions autonomes, Mauricie et Centre-du-Québec, le ministre responsable de la région de la Mauricie succède au ministre responsable de la région de la Mauricie-Bois-Francs. Avant 1996, le titre de la fonction était Délégué régional de la Mauricie–Bois-Francs.
Les groupes d'opposition à l'Assemblée nationale ont aussi un porte-parole responsable de la région de la Mauricie.

## Ministres
| Dates                                 | Député(e)              | Circonscription | Parti politique         |
| ------------------------------------- | ---------------------- | --------------- | ----------------------- |
| 26 septembre 1994 - 14 avril 2003     | Guy Julien             | Trois-Rivières  | Parti québécois         |
| 29 avril 2003 - 30 mai 2003           | Julie Boulet           | Laviolette      | Parti libéral du Québec |
| 10 septembre 2003 - 19 septembre 2012 | Julie Boulet           | Laviolette      | Parti libéral du Québec |
| 19 septembre 2012 - 21 septembre 2012 | Bernard Drainville     | Marie-Victorin  | Parti québécois         |
| 21 septembre 2012 - 7 avril 2014      | Yves-François Blanchet | Drummond        | Parti québécois         |
| 23 avril 2014 - 28 janvier 2016       | Jean-Denis Girard      | Trois-Rivières  | Parti libéral du Québec |
| 28 janvier 2016 - 18 octobre 2018     | Julie Boulet           | Laviolette      | Parti libéral du Québec |
| Depuis le 18 octobre 2018             | Jean Boulet            | Trois-Rivières  | Coalition avenir Québec |

## Porte-paroles de l'opposition
Les groupes d'opposition à l'Assemblée nationale ont aussi un porte-parole responsable de la région de la Mauricie.

### a) Opposition officielle
| Dates                      | Député(e)       | Circonscription | Parti politique |
| -------------------------- | --------------- | --------------- | --------------- |
| Depuis le 6 septembre 2015 | Véronique Hivon | Joliette        | Parti québécois |

### b) Deuxième groupe d'opposition
| Dates                         | Député(e)  | Circonscription | Parti politique         |
| ----------------------------- | ---------- | --------------- | ----------------------- |
| 25 avril 2014 au 26 août 2015 | Sylvie Roy | Arthabaska      | Coalition avenir Québec |

## Secrétaire régional et adjoint parlementaire du ministre responsable
Normand Jutras, député de Drummond, a été Secrétaire régional et adjoint parlementaire du ministre responsable de la région de la Mauricie-Bois-Francs du 28 février 1996 au 4 mars 1998 et du ministre responsable de la région du Centre-du-Québec du 4 mars au 28 octobre 1998.